# Siêu dữ liệu không gian địa lý
Siêu dữ liệu không gian địa lý (tiếng Anh: geospatial metadata) là các dữ liệu nhằm mô tả dữ liệu GIS. Thông thường trước khi sử dụng một loại dữ liệu GIS nào đó để thực hiện một công việc, chúng ta cần phải tìm hiểu những thông tin liên quan đến dữ liệu đó, như hệ quy chiếu, ai là người sản xuất, dữ liệu được xây dựng bằng phương pháp gì, độ phân giải là bao nhiêu,...và chúng ta cũng cần biết người cung cấp thông tin đó là ai, tư cách pháp nhân ra sao,...Tất cả các thông tin đó chính là nội dung của siêu dữ liệu.
Một tổ chức nếu chỉ dùng một hoặc hai lớp dữ liệu GIS thì nhiều khi họ không cần phải xây dựng siêu dữ liệu làm gì cả. Trong thực tế, gần như không tồn tại tổ chức chuyên nghiệp nào như vậy, bởi lẽ để giải quyết một vấn đề GIS chúng ta cần nhiều lớp dữ liệu hơn mà chúng ta nghĩ ban đầu, ngay cả khi chúng ta có ít dữ liệu GIS thì các dữ liệu đó cũng thay đổi theo thời gian. Điều đó có nghĩa tổ chức đó cần một phương cách lưu lại các thông tin về các lớp dữ liệu để khai thác lâu dài sau này. Với một tổ chức có nhiều người sử dụng GIS với nhiều nguồn dữ liệu GIS và có nhiều khách hàng quan tâm đến dữ liệu GIS thì việc xây dựng cơ sở dữ liệu lưu trữ thông tin về dữ liệu GIS là vô cùng cần thiết.
Trong thực tế, các tổ chức cần dữ liệu GIS từ nhiều nguồn dữ liệu khác nhau. Chính vì vậy thông tin mô tả về dữ liệu cũng cần nằm trong một khuôn khổ chung, có nghĩa cần phải chuẩn về hình thức và nội dung trình bày. Tổ chức tiêu chuẩn hóa quốc tế (ISO), tiểu ban Hệ thống thông tin địa lý ISO/TC 211 đã đưa ra chuẩn siêu dữ liệu cho dữ liệu không gian, trong đó có dữ liệu GIS với tên gọi là ISO 19115 (bản hiện tại là ISO 19115:2003).
Chuẩn ISO 19115 được rất nhiều nước sử dụng và phát triển áp dụng tại quốc gia mình. Chuẩn ISO 19115 xác định việc mô tả dữ liệu GIS dưới định dạng XML nhằm có thể dễ dàng đưa vào cơ sở dữ liệu để quản lý, dễ dàng bảo trì và có khả năng chia sẻ thông tin về dữ liệu giữa các hệ thống thông tin địa lý dựa trên công nghệ Web và kiến trúc hướng dịch vụ (SOA).
Chính vì phục vụ cho việc mô tả dữ liệu nên siêu dữ liệu cần phải khởi tạo, xây dựng và phát triển song song với việc khởi tạo, xây dựng và phát triển dữ liệu. Khi nhà sản xuất triển khai xây dựng dữ liệu thì chuẩn siêu dữ liệu sẽ:
- Cung cấp cho các nhà sản xuất các thông tin phù hợp để đặc trưng hóa dữ liệu địa lý của họ một cách hợp lý.
- Làm cho việc tổ chức và quản lý siêu dữ liệu của dữ liệu địa lý được dễ dàng.
- Cho phép người dùng sử dụng được dữ liệu địa lý một cách có hiệu quả nhất bằng cách hiểu các đặc tính cơ bản của nó.
- Làm cho việc khảo sát, nhận và sử dụng lại được thực hiện dễ dàng. Người sử dụng dễ dàng định vị, truy cập, khai thác, sử dụng dữ liệu địa lý.
- Cho phép các người sử dụng chỉ định nơi chứa dữ liệu.

Chuẩn ISO 19115 đưa ra mô hình siêu dữ liệu với các thành phần sau:
1. Thành phần của siêu dữ liệu (Metadata Entity Set Information): là thành phần về chính siêu dữ liệu: người tạo ra siêu dữ liệu, chuẩn siêu dữ liệu, ngày cập nhật,...
2. Thành phần thông tin nhận dạng (Identification Information): là thành phần mô tả những thông tin có tính đặc trưng để nhận dạng dữ liệu cần mô tả, bao gồm các chú giải về tài nguyên, guồn gốc, mô tả khái quát về dữ liệu, mục đích xây dựng, trạng thái và nới cần liên hệ để biết thêm thông tin.
3. Thành phần ràng buộc (Constraint Information): là thành phần mô tả những thông tin ràng buộc, hạn chế đối với dữ liệu.
4. Thành phần chất lượng dữ liệu (Data Quality Information): là thành phân mô tả các thông tin liên quan đến chất lượng dữ liệu GIS.
5. Thành phần bảo dưỡng, bảo trì (Maintemence Information): là thành phần mô tả các thông tin liên quan đến việc cập nhật, chỉnh sửa, nâng cấp dữ liệu.
6. Thành phần thể hiện không gian (Spatial Representation Information): là thành phần chứa các thông tin liên quan đến phương cách thể hiện thông tin của dữ liệu.
7. Thành phần hệ quy chiếu (Reference System Information): là thành phần chứa các thông tin về hệ quy chiếu được sử dụng để tạo ra dữ liệu GIS, như mốc trắc địa (geodetic datum), phép chiếu hình, thông tin về ellipsoid,...và nơi liên hệ để biết thêm chi tiết.
8. Thành phần nội dung (Content Information): là thành phần mô tả các nội dung thông tin của dữ liệu GIS.
9. Thành phần hình thức trình bày (Portrayal Catalogue Information): là thành phần mô tả cách trình bày dữ liệu cho đúng mục đích mà dữ liệu được tạo ra.
10. Thành phần phân phối (Distribution Information): là thành phần cung cấp các thông tin về việc phân phối dữ liệu cho khách hàng, như: các nhà cung cấp, hình thức cung cấp, lệ phí, bản quyền,...
11. Thành phần mở rộng (Metadata Extent Information): là thành phần được phát triển và mở rộng bởi người sử dụng nhằm mô tả chi tiết hơn về dữ liệu GIS.
12. Thành phần lược đồ ứng dụng (Application Schema Information): là thành phần cung cấp các thông tin về lược đồ ứng dụng được sử dụng trong quá trình tạo dựng dữ liệu.